# René Doudelle
René Doudelle − francuski bokser, uczestnik igrzysk olimpijskich w 1908 w Londynie.
Na igrzyskach olimpijskich wystąpił w kategorii średniej. Przegrał w 1/8 finału z reprezentantem gospodarzy Johnem Douglasem, nie zdobywając medalu.
Był amatorskim mistrzem Francji w kategorii średniej w 1907.